# ريدهات لينكس
ريد هات لينكس (بالإنجليزية: Red Hat Linux)‏ كان نظام تشغيل مبني على لينكس من إنتاج شركة ريد هات، موجه للمستخدمين المنزليين، تم إيقاف إنتاجه عام 2004. وبقي الإصدار ريد هات إنتربرايز لينكس الموجه لقطاع الأعمال والخوادم، اما نسخ الموجهة للمستخدمين المنزليين والمجتمع، فقد دعمت شركة ريدهات مشروع فيدورا ليحل محل ريدهات لينكس. وتم إصدار اخر إصدار من ريد هات لينكس في 2004/4/30 التي حملت الرقم 9. واستمر مشروع فيدورا يقدم تحديثات لهذا الإصدار لغاية ما تم اغلاقه نهائيا في أوائل عام 2007.
تم إطلاق ريد هات لينكس 1.0 في 3 نوفمبر، 1994. كان اسمه في البداية ريد هات كوميرشيال لينكس أو ريد هات لينكس التجاري. كان أول توزيعة لينكس تستخدم نظام حزم، مدير حزم آر بي إم كصيغة للحزم، ومع مرور الوقت أصبح نقطة بدء للعديد من التوزيعات الأخرى مثل ماندريفا لينكس ويلو دوج لينكس.

## تاريخ الاصدارات

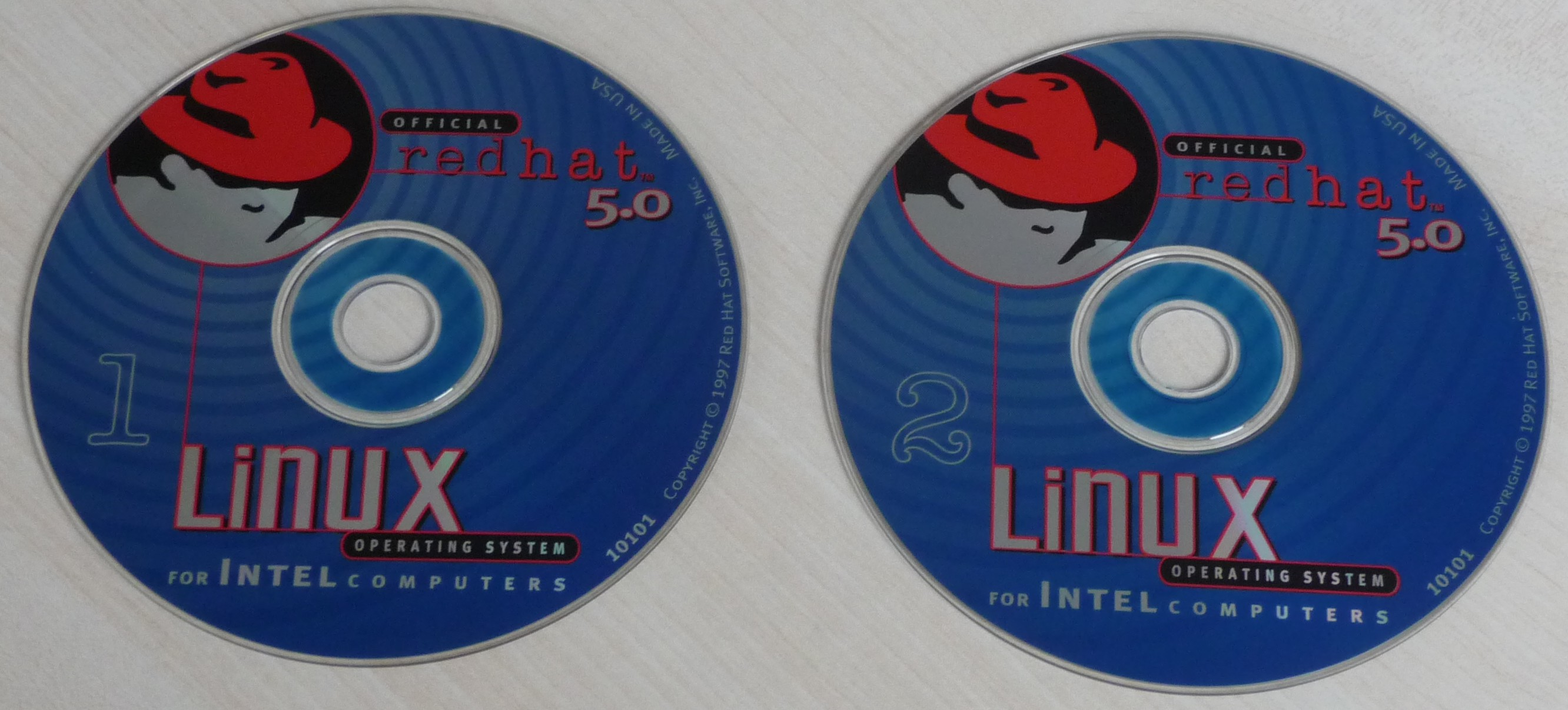
اقراص ريدهات لينكس 5

- 1.0 تحمل الاسم (Mother's Day) صدرت بتاريخ 3 نوفمبر 1994 (نواة لينكس رقم 1.2.8)
- 1.1 تحمل الاسم (Mother's Day+0.1) صدرت بتاريخ 1 أغسطس 1995 (نواة لينكس رقم 1.2.11)
- 2.0، 20 سبتمبر 1995 (نواة لينكس رقم 1.2.13-2)
- 2.1، 23 نوفمبر 1995 (لينكس 1.2.13)
- 3.0.3 (Picasso)، 1 مايو 1996
- 4.0 (Colgate)، 3 أكتوبر 1996 (لينكس 2.0.18) - الإصدار الأول الذي يدعم معمارية SPARC.
- 4.1 (Vanderbilt)، 3 فبراير 1997 (لينكس 2.0.27)
- 4.2 (Biltmore)، 19 مايو 1997 (لينكس 2.0.30-2)
- 5.0 (Hurricane)، 1 ديسمبر 1997 (لينكس 2.0.32-2)
- 5.1 (Manhattan)، 22 مايو 1998 (لينكس 2.0.34-0.6)
- 5.2 (Apollo)، 2 نوفمبر 1998 (لينكس 2.0.36-0.7)
- 6.0 (Hedwig)، 26 أبريل 1999 (لينكس 2.2.5-15)
- 6.1 (Cartman)، 4 أكتوبر 1999 (لينكس 2.2.12-20)
- 6.2 (Zoot 3 أبريل 2000 (لينكس 2.2.14-5.0)
- 7 (Guinness)، 25 سبتمبر 2000 (لينكس 2.2.16-22) (رقم هذا الإصدار 7 وليس 7.0)
- 7.1 (Seawolf)، 16 أبريل 2001 (لينكس 2.4.2-2)
- 7.2 (Enigma)، 22 أكتوبر 2001 (نواة لينكس 2.4.7-10، + 2.4.9-21smp)
- 7.3 (Valhalla)، 6 مايو 2002 (لينكس 2.4.18-3)
- 8.0 (Psyche)، 30 سبتمبر 2002 (لينكس 2.4.18-14)
- 9 (Shrike)، 31 مارس 2003 (لينكس 2.4.20-8) (هذا الإصدار رقمه 9 وليس 9.0)

## وصلات خارجية
- الموقع الرسمي